# فلافيو ساندو
فلافيو ساندو (بالإسبانية: Flavio Zandoná)‏ (8 أبريل 1967 في زاراتي، بوينس آيرس في الأرجنتين – )؛ هو لاعب كرة قدم سابق كان يلعب كمدافع.

## وصلات خارجية
- فلافيو ساندو على موقع قاعدة بيانات كرة القدم.إي يو (الإنجليزية)
- فلافيو ساندو على موقع Soccerway.com (الإنجليزية)
- فلافيو ساندو على موقع عالم كرة القدم.نت (الإنجليزية)